# Erdinger Weißbräu
Erdinger Weißbräu (Privatbrauerei Erdinger Weißbräu Werner Brombach GmbH) is een Duitse bierbrouwerij uit Erding, ten noordoosten van München, Beieren. De oorsprong van het biermerk ligt in 1886 wanneer een weizenbierbrouwerij in Erding wordt geopend. Bedrijfsleider Franz Brombach gaf de brouwerij in 1949 de naam Erdinger Weißbräu.
Het bekendste product van de brouwer is het Erdinger Weißbier.

## Biersoorten van de brouwerij
- Erdinger Weißbier Hefe-Weizen
- Erdinger Weißbier Dunkel
- Erdinger Weißbier Kristallklar
- Erdinger Weißbier Leicht
- Erdinger Pikantus
- Erdinger Schneeweiße
- Erdinger Alkoholfrei
- Erdinger Champ
- Erdinger Urweiße
- Erdinger Festweiße
- Erdinger Sommerweiße (sedert 2016)

## Sponsoring
Erdinger is actief in de sportsponsoring, in het bijzonder voor de promotie van het alcoholvrij bier Erdinger Alkoholfrei. Het merk was in seizoen 2017/2018 een hoofdsponsor van de Internationale Biatlonunie (IBU). De brouwerij sponsort een aantal Duitse triatleten en biatleten, waaronder Simon Schempp, Erik Lesser, Vanessa Hinz en Franziska Preuß; ook de Italiaanse biatleet Lukas Hofer uit Zuid-Tirol. Ex-atleten als Andreas Birnbacher en Magdalena Neuner bleven ook na hun carrière "ambassadeur" van het merk.